# Marie-Thérèse Humbert
Marie-Thérèse Humbert (17 luglio 1940) è una giornalista e scrittrice mauriziana.
Si trasferì in Francia nel 1968 e studiò alla Sorbona e all'Università di Cambridge.
Fu candidata socialista alle elezioni cantonali nel dipartimento francese dell'Indre e al comune di Saint-Julien-de-Vouvantes.

## Opere (selezione)

### Romanzi
- À l'autre bout de moi (1979), Grand prix des lectrices de Elle
- Le Volkameria (1984)
- Une robe d'écume et de vent (1989)
- Un fils d'orage (1992), vinse il Prix Terre de France
- La montagne des signaux (1994)
- Le chant du seringat la nuit (1997)
- Amy (1998)
- Comme un voile d'ombres (2000)

### Racconti
- En guise de préface in Maurice, le tour de l'île en quatre-vingts lieux (1994)
- Parole de femme in Au tour des femmes (1995)
- De la lumière, de l'amour et du silence, Le tout ainsi, en vrac e Clopin-clopant in Raymonde Vincent, 1908-1985, hommages (1995)
- Adeline in Tombeau du cœur de François II (1997)
- La véritable histoire de notre mère Eve au Jardin d'Eden in Elles, Histoires de femmes (1999)
- Les galants de Lydie in Une enfance outremer (2001)
- Fraternité ; hommage au poète Édouard Maunick in Riveneuve Continents, inverno 2009-2010